# Song Dao (huyện)
Song Dao (tiếng Thái: ส่องดาว) là một huyện (amphoe) ở phía tây của tỉnh Sakon Nakhon, đông bắc Thái Lan.

## Địa lý
Các huyện giáp ranh (từ phía bắc theo chiều kim đồng hồ) là: Sawang Daen Din, Phang Khon của tỉnh Sakon Nakhon và Chai Wan của tỉnh Udon Thani.

## Lịch sử
Khu vực núi này trước đây là rừng rậm, là nơi ẩn náu của những kẻ cướp đường giữa Kalasin và Udon Thani. Lúc đó có tên là Song Dao Chon (ช่องดาวโจร), có nghĩa Sào huyện của kẻ cướp. Sau khi chính phủ xóa sạch những băng cướp vào thế kỷ 19, tên đã được đổi tên thành Song Dao, có nghĩa Ngôi sao tỏa sáng.
Tiểu huyện (king amphoe) Song Dao đã được lập ngày 1 tháng 4 năm 1972, khi ba tambon Song Dao, Watthana và Tha Sila được tách ra từ Sawang Daen Din. Đơn vị này đã được nâng cấp thành huyện ngày 8 tháng 9 năm 1976.

## Hành chính
Huyện này được chia thành 4 phó huyện (tambon), các đơn vị này lại được chia ra thành 46 làng (muban). Song Dao là một thị trấn (thesaban tambon) nằm trên một phần của tambon Song Dao và Pathum Wapi. Có 4 Tổ chức hành chính tambon.
| STT. | Tên         | Tên Thái | Số làng | Dân số |  |
| ---- | ----------- | -------- | ------- | ------ |  |
| 1.   | Song Dao    | ส่องดาว   | 12      | 9.080  |  |
| 2.   | Tha Sila    | ท่าศิลา    | 13      | 10.379 |  |
| 3.   | Watthana    | วัฒนา     | 9       | 6.382  |  |
| 4.   | Pathum Wapi | ปทุมวาปี   | 12      | 6.598  |  |